# رافاييل كاريوكا
رافاييل كاريوكا (بالبرتغالية: Rafael de Souza Pereira‏) (16 يناير 1989 البرازيل - ) هو لاعب كرة قدم برازيلي، يلعب كلاعب وسط.

## وصلات خارجية
رافاييل كاريوكا على موقع الاتحاد الأوربي (الإنجليزية)
- رافاييل كاريوكا على موقع قاعدة بيانات كرة القدم.إي يو (الإنجليزية)
- رافاييل كاريوكا على موقع ليكيب (الفرنسية)
- رافاييل كاريوكا على موقع Soccerway.com (الإنجليزية)
- رافاييل كاريوكا على موقع عالم كرة القدم.نت (الإنجليزية)
- رافاييل كاريوكا على موقع AS.com (الإسبانية)